# 메탈 기어 솔리드 4: 건즈 오브 더 패트리어트

로고

메탈 기어 솔리드 4(Metal Gear Solid 4: Guns of the Patriots)는 일본의 게임회사, 코나미의 제작자, 코지마 히데오가 플레이스테이션 3 전용으로 2008년에 만든 전략 액션 게임이다.

## 스토리
메탈 기어 시리즈의 메인 캐릭터였던, 솔리드 스네이크의 마지막 미션을 다룬 스토리로, 메탈 기어, 메탈 기어 2, 메탈 기어 솔리드, 메탈 기어 솔리드 2: 산즈 오브 리버티로 이어져오던 그의 이야기는 이번 작품으로 완결된다. 1995년 23살의 신병으로 처음 게임에 등장하였던 솔리드 스네이크는 유전자 조작으로 급격히 노화된 상태의 2014년을 배경으로하는 메탈 기어 솔리드 4에서는 41살의 중년으로 나와 이야기를 완결짓는다.

## 이야기의 주제와 전략
코지마 히데오 감독의 영향으로, 음모론(conspiracy)이 주된 주제이다. 미국의 배후에 존재하는 의문의 단체, 패트리어트를 상정함으로써, 그들에 의해 미국도, 세계도 조종되고 있다는 설정을 갖고 있다. 이러한 와중에 패트리어트에 의한 언론 플레이에 이용당하지 않고, 자신만의 판단으로 세상을 바라보고, 자신이 옳다고 판단하는 바를 실행하자는 지령을 전달하려고 한다. 메인 캐릭터 급이었던 빅 보스도 아우터 헤븐에서 그 꿈을 이루려고 노력했고, 빅 보스를 존경하는 그의 세 번째 클론, 솔리더스 스네이크도 자유의 자손들(Sons Of Liberty)라는 단체를 결성했으며, 부동의 주인공, 솔리드 스네이크도 그 믿음에 근거하여 일생을 싸워왔다.

## 평가
플레이스테이션 3의 성능을 비교적 잘 사용하여 멋진 그래픽을 자랑한다. 너무 데모가 긴 것에 대한 일부의 비평도 있지만, 크게 벌려놓은 스토리를 마무리 하기 위한 고육지책으로 보인다.

## 같이 보기
- 메탈 기어